# Lago Guillaume-Delisle
El lago Guillaume-Delisle (en francés: Lac Guillaume-Delisle; en inglés: Guillaume-Delisle Lake; en inuktitut, Tasiujaq; y en idioma cree, Iyaatiwinapaakw), es un lago canadiense localizado en el noreste de la provincia de Quebec, en Nunavik.

## Geografía
De 61 km de largo y 22 km de ancho, el lago está separado de la bahía de Hudson por una cresta estrecha y alta de rocas del Cámbrico. La comunicación entre ambos cuerpos de agua se realiza por un canal de unos 5 km de largo llamado Le Goulet. Por este pasaje entra el agua de las mareas, provocando fuertes corrientes y variaciones del nivel del agua en el rango de unos cincuenta centímetros. Los estudios arqueológicos realizados en esta área muestran una ocupación de la cultura Dorset desde hace 2800 años.
De forma triangular, este cuerpo de agua salobre ocupa un área de 712 km², siendo, por superficie, el 63.º de Canadá. Su perímetro está salpicado de acantilados, con una media superior a los 365 metros, son las cuestas más altas de Quebec.
El lago Guillaume-Delisle y los lagos Clearwater forman parte de un nuevo proyecto de parque nacional de Parques Nacionales de Quebec para proteger un área de 15.549 km².

## Historia
Thomas Mitchell, capitán de un pequeño barco de la Compañía de la Bahía de Hudson, entró en el lago en 1744, nombrándolo como «Sir Atwell's Lake», presumiblemente en honor del gobernador adjunto de la compañía, Sir Atwell Lake. El apellido Lake sería una fuente de confusión después. Mitchell también consignó para este lago el mismo año el nombre cree Winipeq, gran cuerpo de agua. El mapa de William Coats (1749) identifica este cuerpo de agua con dos nombres: en cree, Artiwinipeck y en inglés Sir Atwell's Lake. Para esta fecha, la Compañía de la Bahía de Hudson abrió un puesto de comercio en una isla localizada frente a la costa sur del lago, llamada entonces Factory Island. La baja rentabilidad de la instalación llevó a su cierre en 1759.
Más tarde, al lago se le darán otros nombres, especialmente bahía Winipeke (Baie Winipeke), golfo de Peligro (Golfe de Hazard), Peligro (Hazard) o golfo o bahía de Richmond (Golfe de Richmond o Baie de Richmond) hasta que la Comisión geográfica de Canadá aceptó la denominación de golfo Richmond en el año 1905. El motivo de la atribución es desconocido. Sin embargo, según Keith Fraser, puede evocar al duque de Richmond o el nombre de una pequeña embarcación perteneciente a la Compañía de la Bahía de Hudson.
Guillaume Delisle (1675-1726), fue un cartógrafo francés autor de mapas y cartas muy detalladas y precisas para su época —entre ellos uno sobre el mar del Oeste, que por primera vez usaba el nombre de «Baie d'Hudson»— lo que le valió ocupar, desde 1718, el puesto de primer geógrafo real. Desde 1962 se llama Lac Guillaume Delisle a este importante lago que bordea la bahía de Hudson y que está situado a unos 1000 km al norte de Quebec. 
Actualmente, la población local usa las denominaciones en inuktitut Tasiujaq, que se asemeja a un lago, o en lengua cree, Iyaatiwinapaakw, a cada lado está el mar.
En 2008, los consejeros regionales solicitaron a la Comisión de Toponimia de Quebec cambiar oficialmente el nombre de golfo Richmond por el de lago Tasiujaq.